# Resolució 2404 del Consell de Seguretat de les Nacions Unides
La Resolució 2404 del Consell de Seguretat de les Nacions Unides fou adoptada per unanimitat el 28 de febrer de 2018. Després de recordar les resolucions 1876 (2009), 2030 (2011), 2048 (2012), 2092 (2013), 2103 (2013), 2157 (2014), 2186 (2014), 2203 (2015), 2267 (2016) i 2343 (2017) sobre la situació a Guinea Bissau, el Consell va ampliar el mandat de l'Oficina Integrada de les Nacions Unides per la Consolidació de la Pau a Guinea Bissau (UNIOGBIS) fins al 28 de febrer de 2019. També va decidir revisar les sancions imposades a Guinea Bissau i es va comprometre a adoptar mesures addicionals si la seva crisi continuava empitjorant.

## Contingut
El Consell va demanar a UNIOGBIS que donés suport a implementar els acords de Conakry de 2016 i el full de ruta establert per la Comunitat Econòmica dels Estats de l'Àfrica Occidental (ECOWAS) on es preveu facilitar un diàleg polític i un procés de reconciliació nacional amb la celebració d'eleccions en 2018, enfortir les autoritats i recolzar les autoritats en la lluita contra el narcotràfic i el crim organitzat.
El Consell també va convidar totes les parts a respectar els acords, manifestant la seva disposició a revisar les sancions contra aquells que obstaculitzin els acords i a prendre mesures addicionals si la situació a Guinea Bissau empitjorava.